# Arrondissement Saint-Paul
Das Arrondissement Saint-Paul ist eine Verwaltungseinheit des französischen Départements Réunion. Hauptort (Sitz der Unterpräfektur) ist Saint-Paul.
Das Arrondissement bestand bis zur Neuordnung der französischen Kantone im Jahr 2015 aus fünf Gemeinden und elf Kantonen. Seit 2015 gehören die fünf Gemeinden nur noch sieben Kantonen an.

## Kantone
- L’Étang-Salé
- La Possession
- Le Port
- Saint-Leu
- Saint-Paul-1
- Saint-Paul-2
- Saint-Paul-3

## Gemeinden
| Gemeinde                  | Einwohner 1. Januar 2022 | Fläche km² | Dichte Einw./km² | Code INSEE | Postleitzahl |
| ------------------------- | ------------------------ | ---------- | ---------------- | ---------- | ------------ |
| Le Port                   | 33.670                   | 16,62      | 2.026            | 97407      | 97420        |
| La Possession             | 36.390                   | 118,35     | 307              | 97408      | 97419        |
| Saint-Leu                 | 35.597                   | 118,37     | 301              | 97413      | 97436        |
| Saint-Paul                | 106.220                  | 241,28     | 440              | 97415      | 97428        |
| Les Trois-Bassins         | 7.113                    | 42,58      | 167              | 97423      | 97426        |
| Arrondissement Saint-Paul | 218.990                  | 537,20     | 408              | 9744       | –            |